# Hugues Libergier
Hugues Libergier, né en ? et mort en 1263 à Reims, est un architecte rémois de l'époque gothique.

## Biographie
Architecte de grand talent, il réalisa notamment l'église Saint-Nicaise de Reims dont les travaux débutèrent en 1229 et furent repris en 1264 par Robert de Coucy pour être terminés en 1311. Il y fut enterré, mais l'église fut détruite en 1798, sous la Révolution française. La dalle de son catafalque, seule rescapée de la destruction, a été transférée en la cathédrale de Reims.
Il est inscrit sur la dalle : « ci-gît maistre Hugues Libergiers qui commença ceste église en l'an de l'incarnation MCC et XXIX [1229] le mardi de Pâques et trépassa en l'an de l'incarnation MCCLXIII [1263] le samedi après Pâques. Pour Dieu, priez pour lui ».
Il est représenté en habit de ville, tenant en sa main droite la maquette de sa réalisation et en sa senestre une règle et avec une équerre et un compas à ses pieds.

## Hommages
Un lycée de Reims porte son nom, ainsi qu'une rue de la ville.